# L’Ampolla
L’Ampolla település Spanyolországban, Tarragona tartományban. L’Ampolla Deltebre, Camarles és El Perelló községekkel határos. Lakosainak száma 3681 fő (2024).

## Népesség
A település népessége az elmúlt években az alábbi módon változott:
| Lakosok száma | 1583 | 2294 | 2613 | 3118 | 3529 | 3479 | 3322 | 3205 | 3444 | 3681 |
|               | 1991 | 2004 | 2006 | 2009 | 2011 | 2014 | 2016 | 2019 | 2021 | 2024 |